# Sejm koronacyjny 1587/1588
Sejm koronacyjny 1587/1588 – zwołany do Krakowa 19 sierpnia 1587 roku w celu przeprowadzenia koronacji na króla elekta Zygmunta III Wazy.
Sejmiki przedsejmowe w województwach odbyły się we wrześniu i październiku 1587 roku. 
Marszałkiem sejmu obrano Jana Gajewskiego sędziego i podstarościego poznańskiego. Obrady sejmu trwały od 10 grudnia 1587 do 20 stycznia 1588 roku.